# Liste der Bahai-Tempel

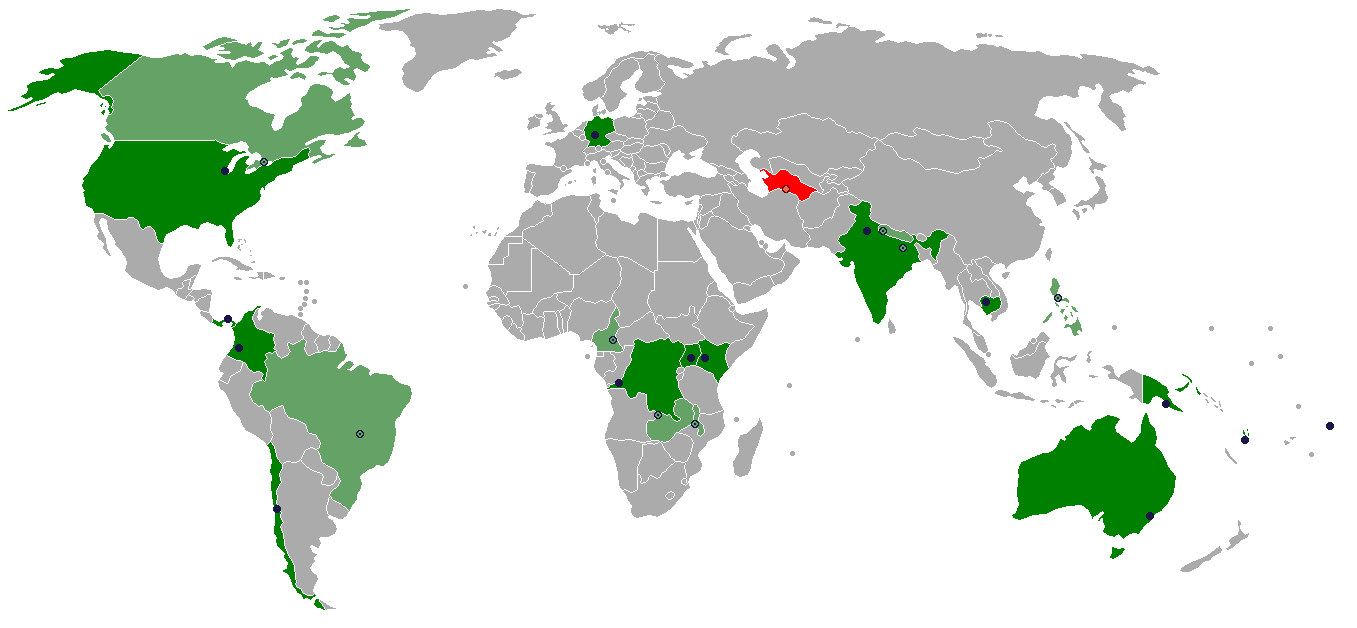
Lagekarte der Häuser der Andacht: Grün Staaten mit einem Haus der Andacht, • Städte mit einem Haus der Andacht, Rot Ehemaliges erstes Haus der Andacht in Turkmenistan, damals Russisches Kaiserreich, Hellgrün Geplante oder im Bau befindliche Häuser der Andacht.

Diese Liste der Bahai-Tempel enthält alle ehemaligen, bestehenden, in Bau befindlichen und geplanten Bahai-Tempel (auch Häuser der Andacht), also die Sakralbauten der Religionsgemeinschaft der Bahai. Alleinstellungsmerkmal sind jeweils neun Eingänge und das Lesen aus allen Heiligen Schriften der Menschheit und Offenheit für alle Menschen. Mit Vollendung des Tempels in Chile besteht für jeden Kontinent ein eigener Bahai-Tempel. Anschließend werden nun nationale und lokale Tempel errichtet. Besonders hervorzuheben sind hierbei zwei Standorte, nämlich in den heiligen Ländern Israel (im Bahai-Weltzentrum in Haifa) und im Iran (Teheran). Später sind in 123 anderen Ländern weitere Bahai-Tempel geplant (siehe Liste unten). Nach dem Kitab-i-Aqdas ist für jeden Ort einer zu errichten.

## Bahai-Tempel

### Ehemalige Tempel
| Bild | Land                                             | Stadt und Stadtteil | Jahr | Bemerkungen |
| ---- | ------------------------------------------------ | ------------------- | ---- | --- |
|      | Turkmenistan, damals Teil des Russischen Reiches | Aşgabat             | 1902 | Dieses erste Haus der Andacht wurde von Ostad Ali-Akbar entworfen und der Grundstein wurde im Dezember 1902 in Gegenwart führender Vertreter des öffentlichen Lebens gelegt. Fertig erstellt war das Haus um 1908. Nach der Oktoberrevolution wurde das Haus 1928 von den sowjetischen Behörden enteignet. Jedoch konnte die Bahai-Gemeinde das Gebäude bis 1938 weiter als Haus der Andacht nutzen. 1938 wurde das Gebäude vollständig enteignet und in eine Kunstgalerie umgewandelt und 1948 durch ein Erdbeben stark beschädigt. Die heftigen jährlichen Regenfälle schwächten die Struktur weiter, so dass das Gebäude 1962 zum Schutz der angrenzenden Häuser abgerissen werden musste. Ortslage |

### Kontinentale Tempel
| Bild | Land               | Stadt und Stadtteil                      | Jahr | Bemerkungen |
| ---- | ------------------ | ---------------------------------------- | ---- | --- |
|      | Vereinigte Staaten | Wilmette bei Chicago                     | 1953 | Die Grundsteinlegung erfolgte am 1. Mai 1912 in Anwesenheit ʿAbdul-Baha's, der Bau wurde 1921 begonnen und 1953 abgeschlossen. Das Haus der Andacht befindet sich in Wilmette im Norden Chicagos am Ufer des Michigansees. 1978 wurde das Haus in das US-Register Historischer Plätze aufgenommen. Die Halle ist 42 m hoch und fasst 1192 Besucher und die Kuppel hat einen Durchmesser von 27,5 m. Der Hauptarchitekt war Louis Bourgeois, die Innengestaltung wurde von Alfred Shaw of Shaw, Metz und Dolio gestaltet. Ortslage |
|      | Australien         | Mona Vale bei Sydney                     | 1961 | Die Eröffnung erfolgte am 17. September 1961 nach rund vier Jahren Bauzeit. Das Haus der Andacht befindet sich in Mona Vale im Norden Sydneys mit Aussicht auf den Pazifischen Ozean. Der ursprüngliche Entwurf stammte vom Architekten Charles Mason Remey, die Weiterentwicklung und Durchführung wurde von John Brogan geleistet. Das Gebäude ist 38 m hoch, 20 m im Durchmesser und fasst 600 Besucher. Der umgebende Garten mit einheimischen Pflanzen ist 38 ha groß. Ortslage |
|      | Uganda             | Kampala                                  | 1961 | Die Grundsteinlegung erfolgte im Januar 1958 und die Eröffnung am 13. Januar 1961. Das Haus der Andacht befindet sich am Kikaya Hill in den Außenbezirken von Kampala. Das Gebäude ist 39 m hoch und hat 100 m Durchmesser im Grundriss. Die Kuppel ist 37 m hoch und misst 13 m im Durchmesser. Das Fundament reicht 3 m in den Boden zum Schutz vor Erdbeben. Ortslage |
|      | Deutschland        | Hofheim-Langenhain bei Frankfurt am Main | 1964 | Das „Europäische Haus der Andacht“ liegt an der nördlichen Ortsgrenze von Langenhain im Taunus. Der Grundstein wurde am 20. November 1960 durch Amelia Collins gelegt. Amatu'l-Baha Ruhiyyih Khanum weihte das Andachtshaus am 4. Juli 1964 ein. Der Entwurf stammt vom Architekten Teuto Rocholl, der 1956 den Architektenwettbewerb gewonnen hatte. Das Gebäude hat einen Durchmesser von 48 m, die Kuppel einen Durchmesser von 25 m und Höhe von 28 m. Das Bauwerk besteht aus 27 nach oben strebenden Rippen, worin 570 rautenförmige Glasfensteröffnungen angeordnet sind. Das Grundstück ist 2,9 ha groß. Ortslage                                                              |
|      | Panama             | Panama-Stadt                             | 1972 | Die Grundsteinlegung erfolgte im Oktober 1967 und die Einweihung am 29. April 1972. Das Haus der Andacht befindet sich auf einem hohen Felsen („Cerro Sonsonati“) über der Stadt. Das Gebäude wurde von Peter Tillotson entworfen und wurde mit örtlichen Steinen erbaut, die in einem Muster angeordnet sind, das an Bauformen amerikanischer Ureinwohner erinnert. Ortslage |
|      | Samoa              | Tiapapata bei Apia                       | 1984 | Das Haus der Andacht befindet sich in Tiapapata, 8 km südlich von Apia. Der Bauentwurf stammt von Hossein Amanat und wurde Malietoa Tanumafili II, König von Samoa (1913–2007), gewidmet. Das Gebäude ist 30 m breit und offen für den Wind auf der Insel. Ortslage |
|      | Indien             | Delhi                                    | 1986 | Das Haus der Andacht in Delhi ist volkstümlich als „Lotustempel“ bekannt aufgrund seiner Gestalt in Form einer Lotus-Blüte. Das Gebäude wurde im Dezember 1986 eröffnet und vom iranischen Architekten Fariborz Sahba entworfen. Der von der Lotusblume inspirierte Entwurf gewann mehrere Architekturpreise und bildet aus 27 freistehenden, marmorverkleideten „Blütenblättern“, die in Dreiergruppen die neun Seiten bilden. Neun Türen öffnen sich in die Haupthalle, die 2500 Besucher fassen kann. Etwas größer als 40 m leuchtet die Oberfläche des Gebäudes in weißem Marmor. Das 10,5 ha große Grundstück wurde 1953 von Ardishír Rustampúr aus Hyderabad gespendet. Ortslage |
|      | Chile              | Peñalolén im Osten von Santiago de Chile | 2016 | Im Jahr 2002 wurde ein Design-Wettbewerb ausgerufen und der Entwurf von Siamak Hariri aus Toronto ausgewählt. Der Baubeginn verzögerte sich, weil sich die Suche eines geeigneten Bauplatzes als schwierig erwies. Das Gebäude ist aus durchscheinenden Paneelen mit Alabaster und Bauhohlglas zusammengesetzt. Im Inneren trägt eine Gitterkonstruktion aus Stahl die Hauptkuppel. Ortslage |

### Nationale Tempel
| Bild | Land                         | Stadt und Stadtteil | Jahr    | Bemerkungen |
| ---- | ---------------------------- | ------------------- | ------- | --- |
|      | Demokratische Republik Kongo | Kinshasa            | 2023    | Am 25. März 2023 wurde das erste nationale Haus der Andacht auf dem afrikanischen Kontinent eingeweiht. Es wurde von dem südafrikanischen Architekturbüro Wolff Architects entworfen. Die künstlerischen Elemente und die Gesamtgestaltung des Hauses der Andacht symbolisieren die Idee des Zusammentreffens von Menschen. Die Kachelverkleidung der Kuppel ist beispielsweise vom Fluss Kongo inspiriert, dessen Nebenflüsse den Regen aus dem ganzen Land sammeln. Ebenso spiegelt der Tempel das Design typischer Textilien wider, wie sie traditionell von Frauen und Männern gemeinsam in der Demokratischen Republik Kongo hergestellt werden. |
|      | Papua-Neuguinea              | Port Moresby        | 2024    | Am 21. April 2012 (Ridvan) verkündete das Universale Haus der Gerechtigkeit, dass dies der erste nationale Tempel in Ozeanien werden soll. Dieses Haus der Andacht wurde am 26. Mai 2024 eingeweiht. |
|      | Philippinen                  | Manila              | geplant | Angekündigt in einer Nachricht des Universalen Hauses der Gerechtigkeit vom 08. April 2025. |
|      | Kanada                       | Toronto             | geplant | In der Botschaft des Universalen Hauses der Gerechtigkeit zu Riḍván 2023 angekündigt. |
|      | Brasilien                    | Brasilia            | geplant | In der Botschaft des Universalen Hauses der Gerechtigkeit am 16. Oktober 2024 angekündigt. |
|      | Malawi                       | Lilongwe            | geplant | In der Botschaft des Universalen Hauses der Gerechtigkeit am 16. Oktober 2024 angekündigt. |
|      | Israel                       | Haifa               | geplant | Das „Weltzentrum der Bahai“ befindet sich im israelischen Haifa. Neben dem Schrein des Bab befindet sich auf dem Berg Karmel das Haus der Gerechtigkeit. Der Platz des zukünftigen Hauses der Andacht wird seit August 1971 durch einen Obelisken markiert. Ortslage |
|      | Iran                         | Teheran             | geplant | Durch die Verfolgung der Bahai ist der Bau von iranischen Behörden bislang untersagt. |

### Regionale Tempel
| Bild | Land       | Stadt und Stadtteil                                    | Jahr               | Bemerkungen |
| ---- | ---------- | ------------------------------------------------------ | ------------------ | --- |
|      | Kambodscha | Battambang                                             | 2017               | Der Tempel wurde vom Kambodschanischen Architekten Sochet Vitou Tang, einem praktizierenden Buddhisten, entworfen und integriert unverkennbare kambodschanische Architekturprinzipien. Die Eröffnungsfeierlichkeiten fanden am 1. und 2. September 2017 im Beisein von kambodschanischen Würdenträgern und Vertretern der Bahai-Gemeinden aus Südostasien statt. Dieser Bahai-Tempel ist der erste, der von einer lokalen Bahai-Gemeinde genutzt wird. Ortslage |
|      | Kolumbien  | Agua Azul, Gemeinde Villa Rica, Departamento del Cauca | 2018               | Im September 2014 wurde der Entwurf des Tempels der Öffentlichkeit vorgestellt. Der Entwurf stammt vom Architekten Julian Gutierrez Chacon und ist von der Form der Kakaoschote, eine Pflanze, die für die kolumbianische Kultur unverzichtbar ist, inspiriert. Am 22. Juli 2018 wurde der Tempel feierlich eingeweiht. Ortslage |
|      | Indien     | Bihar Sharif                                           | Grundstein gelegt. | |
|      | Kenia      | Matunda Soy                                            | 2021               | Der Tempel wurde am 23. Mai 2021 eingeweiht. |
|      | Vanuatu    | Tanna                                                  | 2021               | Der Tempel wurde am 14. November 2021 eingeweiht. |
|      | Nepal      | Kanchanpur                                             | geplant            | In der Botschaft des Universalen Hauses der Gerechtigkeit zu Riḍván 2023 angekündigt. |
|      | Sambia     | Mwinilunga                                             | geplant            | In der Botschaft des Universalen Hauses der Gerechtigkeit zu Riḍván 2023 angekündigt. |
|      | Kamerun    | Batouri                                                | geplant            | In der Botschaft des Universalen Hauses der Gerechtigkeit am 16. Oktober 2024 angekündigt. |